# Scopula metaspilaria
Scopula metaspilaria là một loài bướm đêm trong họ Geometridae.